# Tōhoku
Tōhoku (japanski:東北地方 Tōhoku-chihō) je regija na Honshu, najvećem otoku Japana.

## Povijest
Područje je u povijesti bio poznat kao Michinoku regija ili pokrajina.  Prvi izraz zabilježen je u Hitachi-no-kuni Fudoki (常 陆 国 风土 记?) (654). Postoje neke razlike u modernoj uporabi pojma "Michinoku". U 1960-im počela se razvijati prerada željeza, čelika, cementa, kemikalija, papira i industrije prerade nafte.
Katastrofalni potres i cunami 11. ožujka 2011 nanijeli su značajna oštećenja duž istočne obale ovog kraja.

## Zemljopis
Tōhoku regija obuhvaća sjeverni dio Honshua, kao i većina Japana je brežuljkast ili brdovit kraj, s pruženjm planina u smjeru sjever-jug. U unutrašnjosti regije ima mnogo nizina gdje je koncentrana većina stanovništva. Nešto gušće naseljena je i obala.
Tōhoku se tradicionalno smatra žitnicom Japana. Klima je međutim,oštrija nego u drugim dijelovima Honshua i dopušta samo jedan usjev tijekom godine.

## Prefekture
Regija je podijeljena na šest prefektura:
1. Akita
2. Aomori
3. Fukushima
4. Iwate
5. Miyagi
6. Yamagata